# コマツグミ

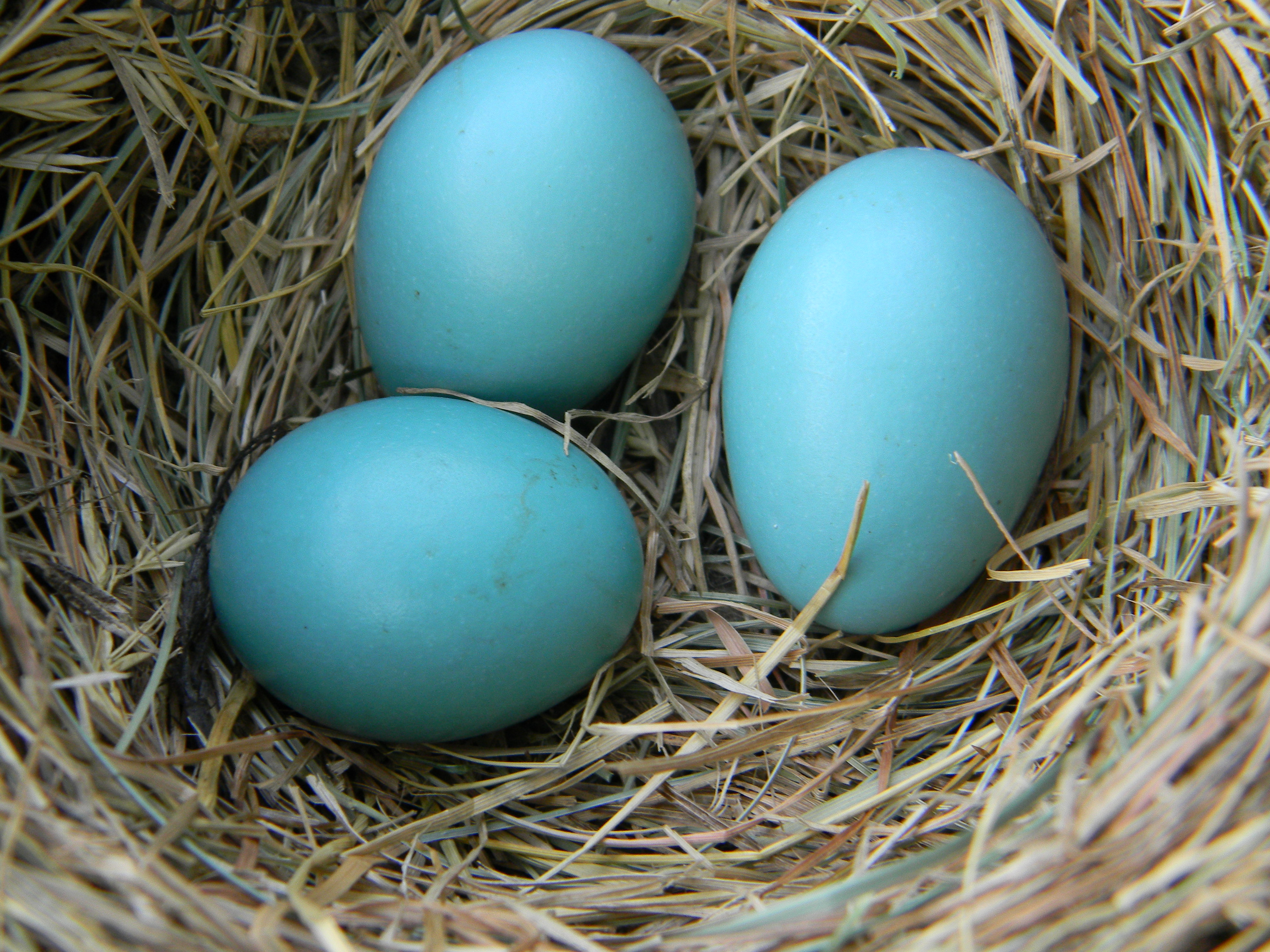
コマツグミの卵の殻の色は美しいターコイズブルーで、トルコ石にも譬えられる。英語ではこの色はロビンエッグブルーという色名の語源になっている。

コマツグミ（駒鶇、Turdus migratorius）は、スズメ目ツグミ科ツグミ属に分類される鳥類。渡り鳥である。
同じく胸が橙色であるヨーロッパコマドリ（英名: Robin, European Robin）にちなんで英語では "American Robin" と呼ばれ、アメリカ英語で単に "Robin" と言えば本種を指す。また、先の英語名は日本語にも入っており、音写形「アメリカンロビン」はよく用いられる和名（別名）になっている。

## 形態
全長約25～28センチメートル。体重約77グラム。

## 分布
北アメリカ大陸。